# NGC 5931
NGC 5931 (również PGC 55233) – galaktyka soczewkowata (S0), znajdująca się w gwiazdozbiorze Węża. Odkrył ją 19 kwietnia 1887 roku Lewis A. Swift. Jest najjaśniejszą galaktyką klastra.